# Sandra Magnus
Sandra Hall Magnus (* 30. Oktober 1964 als Sandra Hall in Belleville, Bundesstaat Illinois, USA) ist eine Materialwissenschaftlerin und ehemalige US-amerikanische Astronautin.

## Leben
Magnus erhielt 1986 einen Bachelor in Physik und 1990 einen Master in Elektrotechnik von der University of Missouri-Rolla.
Magnus arbeitete von 1986 bis 1991 als Ingenieurin in der Forschungs- und Entwicklungsabteilung von McDonnell Douglas an der Verbesserung der Tarnkappentechnologie sowie im Programm für das Kampfflugzeug A-12 Avenger II der US-Marine, wo sie hauptsächlich an den Antriebssystemen arbeitete, bis das Programm eingestellt wurde.
Zwischen 1991 und 1996 arbeitete Magnus an ihrer Doktorarbeit, die durch ein Stipendium vom Glenn Research Center der NASA unterstützt wurde. 1996 erhielt sie ihren Doktortitel im Fach Materialwissenschaften vom Georgia Institute of Technology.

## Astronautentätigkeit
Im April 1996 wurde sie als Astronautenanwärterin von der NASA ausgewählt. Nach ihrer Ausbildung zur Missionsspezialistin arbeitete sie zusammen mit den europäischen, japanischen und brasilianischen Raumfahrtagenturen an der Entwicklung verschiedener Nutzlasten. Im Mai 1998 reiste sie, um Tests durchzuführen und weitere Produkte zu entwickeln, nach Russland. Im August 2000 arbeitete sie als Verbindungssprecherin für die Internationale Raumstation. Nach ihrem ersten Flug ins All arbeitete sie mit der Canadian Space Agency zusammen, um die kanadische Roboterhand Dextre für die Installation auf der ISS vorzubereiten. Nach dem Columbia-Unglück war sie auch an den Vorbereitungen für die Wiederaufnahme des Shuttle-Programms beteiligt. Im Juli 2005 begann Magnus mit dem Training für einen Langzeitaufenthalt auf der Internationalen Raumstation.

### STS-112
Am 7. Oktober 2002 flog sie als Missionsspezialistin mit dem Space Shuttle Atlantis zur Internationalen Raumstation (ISS). Dabei wurde die 390 Millionen Dollar teure und 14 Tonnen schwere Gitterkonstruktion S1 zur Internationalen Raumstation (ISS) gebracht. Während ihre Kollegen Sellers und Wolf bei drei Außenbordeinsätzen (EVAs) das Gitterelement an der Raumstation montierten, bediente Magnus den Roboterarm der Raumstation.

### ISS-Expedition 18
Magnus war in der Ersatzmannschaft für die ISS-Expedition 15.
Am 15. November 2008 startete sie mit STS-126 zur Internationalen Raumstation und arbeitete für vier Monate als Bordingenieurin für die ISS-Expedition 18. Am 28. März 2009 kehrte sie mit STS-119 zur Erde zurück.

### STS-135
Am 14. September 2010 wurde Magnus als Missionsspezialistin der Shuttle-Mission STS-135 nominiert. Der Start erfolgte am 8. Juli, die Landung am 21. Juli 2011. Es war der letzte Raumflug des Space-Shuttle-Programms.

## Nach der NASA
Von Oktober 2012 bis Februar 2018 arbeitete Magnus als geschäftsführende Direktorin beim US-amerikanischen Berufsverband für Luft- und Raumfahrttechnik, dem American Institute of Aeronautics and Astronautics.
Von Februar 2018 bis 2019 war Magnus Direktorin bei AstroPlanetView. Im Jahr 2019 wurde sie stellvertretende Direktorin für Technik im Büro des Unterstaatssekretärs für Forschung und Technik und diente im US-Verteidigungsministerium unter dem ehemaligen NASA-Administrator Michael Griffin.
Am 9. Februar 2021 gab Virgin Galactic bekannt, dass Magnus dem Space Advisory Board des Unternehmens beitreten wird, um „die Geschäftsleitung bei der Erschließung des Weltraums zum Nutzen aller zu beraten“, zusammen mit dem ehemaligen Astronauten Chris Hadfield und dem Chief Scientist der Cubic Corporation David A. Whelan.
2022 wurde Magnus in die National Academy of Engineering gewählt.
Magnus ist Funkamateurin mit dem Rufzeichen KE5FYE.